# 無版印刷
無版印刷（Plateless Printing）意指無需製版的印刷技術。
在家庭產品的定義中，打印機便是代表之一；在商業產品之中，DI(Direct Imaging)印刷機是一門新的印刷技術，是結合電腦、資訊、環保的一種新時代技術。透過電腦與網路的聯繫，印製印刷品時不再需要經過輸出底片、製版、晒版、上機、控墨等環節，一切皆由DI印刷機自動生成。

## 無版印刷機的產生
九十年代初期，由Presstek 創辦人之一 Robert Howard參照雷射印表機的印刷品產生方式，結合九十年代的印刷機製造大廠:海德堡以及Agfa 等公司協力完成整個研發。

### 無版印刷術的原理
將印刷機上的噴水頭換成靜電印刷頭，然後將原來的PS版改成特製三層版，第一層為矽化物，第二層為沾墨層，第三層為底版，作為支撐第一、二層之用，當檔案經過RIP後傳至印刷機時，靜電印刷頭會把第一層的矽化物融出印刷紋路，進而露出沾墨層。印刷時，矽化物層會排除油墨，沾墨層會吸附油墨，進而印製在印刷品之上。

### 無版印刷術的優、缺點
縮短生產流程：與前端製稿中心結合，經由POSTSCRIPT RIP後，把RIP過的分色影像傳至印刷機上，免去底片，多色同時自動製版、上版、不需校正，印刷不用水當然也不用水墨平衡。省去了輸出底片、製版、晒版、上機、控墨等環節。整個過程便如同使用打印機一般，只是工業用的比較大臺而已。
環保：免去版材的浪費，也免去版材存放、廢棄、回收等問題。

## 無版印刷機的現況
截至2006年五月，海德堡宣布停止開發有關DI印刷機的專案，轉投向大版面CTP流程印刷機的開發，市場其他業者紛紛跟進。但仍有部分業者鼎力支持，未來仍然不可限量。